# Habenaria bicolor
Habenaria bicolor är en orkidéart som beskrevs av Paul Conrath och Friedrich Fritz Wilhelm Ludwig Kraenzlin. Habenaria bicolor ingår i släktet Habenaria och familjen orkidéer. Inga underarter finns listade i Catalogue of Life.